# U-1206
U-1206 era un sommergibile di classe U-Boot Tipo VII della Kriegsmarine, impostato nel 1943 ed entrato in servizio l'anno seguente. Secondo la versione più nota, il sommergibile fu affondato dalle forze britanniche durante il mese di aprile del 1945, poche settimane prima della fine della seconda guerra mondiale, quando esso fu costretto a risalire in superficie a causa di problemi derivanti da un uso improprio dell'innovativo gabinetto di cui era dotato. L'errato utilizzo della valvola di scarico dei liquami causò un allagamento dello scafo con un misto di acqua marina e residui organici umani.

## Storia

### Inaugurazione
Dopo essere stato impostato il 12 giugno 1943 presso la Schichau-Werke di Danzica ed essere entrato in servizio il 16 marzo 1944, l'U-1206 venne destinato all'Oberleutnant zur See Günther Fritze, e partecipò a diverse esercitazioni assieme ad altre imbarcazioni dell'ottava flottiglia di U-Boot. Successivamente, durante il mese di luglio del 1944, il comando del sommergibile venne assegnato al Kapitänleutnant ventisettenne Karl-Adolf Schlitt, ed entrò a far parte dell'undicesima flottiglia tedesca. Nello stesso periodo di tempo, l'U-1206 venne dotato di un sistema per la respirazione subacquea snorkel.

### Pattugliamenti
Il 28 marzo 1945, l'U-1206 partì da Kiel per compiere la sua prima esercitazione di pattugliamento nel Mare del Nord, che durò due giorni. Il sommergibile partì dalla base navale di Karljohansvern, a Horten, per compiere un'altra esercitazione di perlustrazione perdurata lungo il 2 aprile del 1945. L'U-1206 entrò però in servizio il 6 aprile, giorno in cui fece il primo vero e proprio pattugliamento salpando da Kristiansand.

### Distruzione del sommergibile
Stando ai rapporti del comandante, l'imbarcazione sarebbe affondata a causa di un uso improprio della latrina. Il 14 aprile 1945, ventiquattro giorni prima della fine della seconda guerra mondiale, al nono giorno dal viaggio inaugurale del sommergibile, e mentre l'U-1206 stava navigando a una profondità di 61 metri e a 15 chilometri di distanza al largo di Peterhead (Scozia), Schlitt utilizzò in modo improprio la valvola di scarico del gabinetto. Ciò causò un allagamento della sezione di prua con un misto di acqua marina e feci che raggiunsero le batterie del sommergibile poste sotto il bagno. Quando da esse iniziarono a fuoriuscire grandi quantità di cloro, esso fu costretto a riemergere. Una volta giunto in superficie, il sommergibile venne rilevato e bombardato dalle truppe britanniche che si trovavano sul posto e Schlitt fu costretto ad abbandonare la nave. Stando alle fonti, un uomo perse la vita durante l'attacco, tre uomini morirono annegati dopo aver abbandonato l'imbarcazione, mentre quarantasei membri dell'equipaggio, fra cui lo stesso Schlitt, vennero catturati dall'esercito nemico.
Durante gli anni settanta, in seguito a un sopralluogo da parte della British Petroleum, che stava allora gettando le basi dell'oleodotto Forties Field, il relitto dell'U-1206 venne ritrovato a una profondità di settanta metri e alle coordinate 57° 21'N 01° 39'W.
Secondo la RCAHMS, la perdita d'acqua che costrinse l'U-1206 a emergere prima di venire distrutto potrebbe essersi verificata dopo una collisione con il relitto di un'altra imbarcazione.
Stando ad altre fonti, fu in realtà "l'U-120 il sommergibile distrutto a causa di un uso inappropriato del gabinetto".

## Caratteristiche
L'U-1206 era per l'epoca un sommergibile all'avanguardia, veloce ed elegante, e apparteneva alla classe U-Boot Tipo VIIC. Esso aveva un dislocamento di 769 tonnellate (757 tonnellate lunghe) quando si trovava in superficie, e di 871 tonnellate (857 tonnellate lunghe) quando era immerso. La sua lunghezza complessiva era di 67,10 metri, aveva uno scafo pressurizzato di 50,50 metri, la sua larghezza massima era di 6,20 metri, era alto 9,60 metri, e disponeva di un pescaggio di 4,74 m. L'U-1206 veniva alimentato da due Germaniawerft a quattro tempi F46, motori Diesel sovralimentati da sei cilindri e che producevano complessivamente dai 2 800 a 3 200 cavalli metrici (corrispondenti a 2 060/2 350 kilowatt, e a 2 760 a 3 160 shp) utilizzati quando emergeva, nonché due motori elettrici AEG GU 460/8-27 a doppio effetto che producono un totale di 750 cavalli metrici (550 kilowatt e 740 shp) usati quando era in immersione. Possedeva due eliche lunghe 1,23 metri e poteva immergersi fino a 230 metri di profondità.
Il sottomarino poteva raggiungere una velocità di superficie massima di 17,7 nodi (pari a 32,8 chilometri orari), mentre quando era in immersione di 7,6 nodi (14,1 chilometri orari). Quando era sott'acqua poteva rimanere operativo per 150 km a 4 nodi (7,4 chilometri orari), mentre in superficie poteva percorrere 8 500 miglia marine (15 700 km) a 10 nodi (19 chilometri orari). Era dotato di cinque tubi lanciasiluri da 53,3 cm, quattro dei quali montati a prua e uno a poppa, poteva conservare quattordici siluri, disponeva di un cannone navale 8,8 cm SK C/35 che poteva sparare 220 proiettili, un 3,7 cm FlaK e due cannoni antiaerei Flak 30 da due centimetri. L'U-1206 aveva un equipaggio che variava dalle quarantaquattro alle sessanta unità.
L'U-1206 era uno dei primi sommergibili dotati di un gabinetto che, tramite un meccanismo ad alta pressione, scaricava i rifiuti organici umani in mare piuttosto che conservarli in un serbatoio. Ciò permetteva di utilizzare la latrina quando si trovava a una certa profondità. Il lavaggio di tale sistema era una procedura molto complessa e poteva essere effettuato soltanto da tecnici specializzati: l'errata apertura delle valvole di scarico poteva infatti causare il reflusso di rifiuti organici e acqua di mare nello scafo.
L'emblema della barca era una cicogna bianca con becco e zampe verdi che si staglia su uno scudo nero.